# Наум Настев
Наум Николов Настев е български революционер, деец на Вътрешната македоно-одринска революционна организация.

## Биография
Наум Настев е роден на 10 януари 1873 година в ресенското село Царев двор, тогава в Османската империя. Завършва трето отделение, след което работи с баща си като градинар в Солун и Цариград. Връща се в родното си село и в началото на 1902 година и се присъединява към ВМОРО и действа като легален работник.
При избухването на Илинденско-Преображенското въстание е четник при Спиро Олчев, с когото участва в общия отряд на Славейко Арсов. Участва в нападението срещу турските казарми в Ресен, в голямото сражение с войска между селата Евла и Дупени, в сражението над село Отешево и Шурленци край Преспанското езеро и в сражението при острова в Преспанското езеро и във всички партизански акции в Ресенския полски район.
След въстанието и получената обща амнистия се легализира, но през 1904 година е принуден да бяга в България, а оттам заминава да работи в САЩ. Там се включва в дейността на македонското дружество в Нордкалана, където в 1906 или 1907 година заедно с Мице от Златарани и Насте от Ресен убива Перо от Сопотско, смятан за ренегат. По тази афера наедно с 14 души българи гурбетчии е арестуван и лежи 4 месеца в затвора до разглеждане на целия случай. Съдът ги оправдава поради липса на доказателства.
Връща се в България и се установява във Варна, където членува в Илинденската организация. На 20 април 1943 година като жител на Варна, подава молба за българска народна пенсия, която е одобрена и пенсията е отпусната от Министерския съвет на Царство България. През януари 1950 година пише животописна бележка, с която подава молба за народна пенсия. През 1958 година посещава родното си село.